# Левковичи (Черниговская область)
Левко́вичи (укр. Левко́вичі) — село Черниговского района Черниговской области Украины. Население 316 человек. Протекает река Вереб.
Код КОАТУУ: 7425584601. Почтовый индекс: 15550. Телефонный код: +380 462.

## Власть
Орган местного самоуправления — Левковичский сельский совет. Почтовый адрес: 15550, Черниговская обл., Черниговский р-н, с. Левковичи, ул. Первомайская, 7.
Левковичскому сельскому совету, кроме Левковичей, подчинены сёла:
- Зайцы;
- Круглое;
- Льгов;
- Льговка.

## Галерея

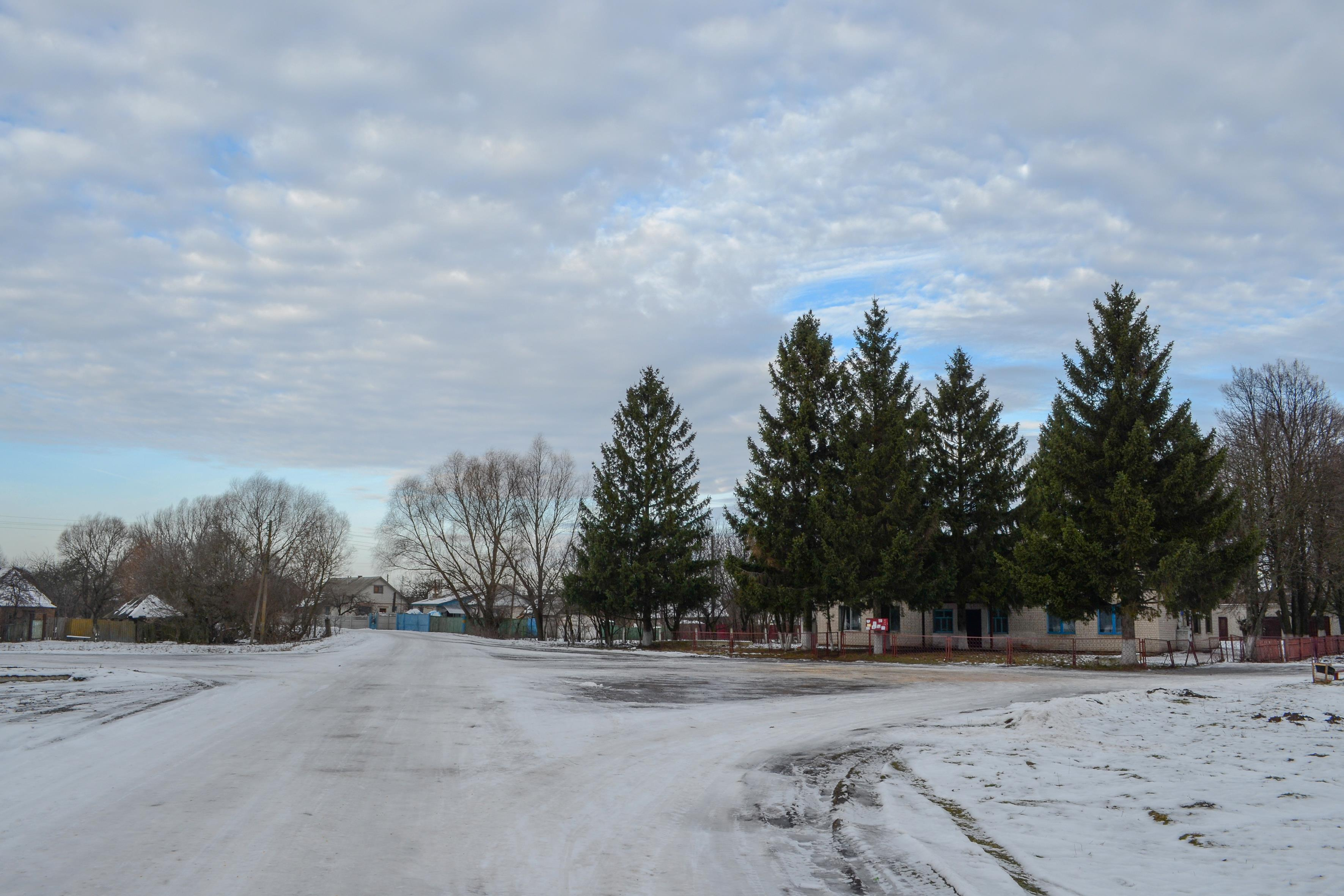
Центр села
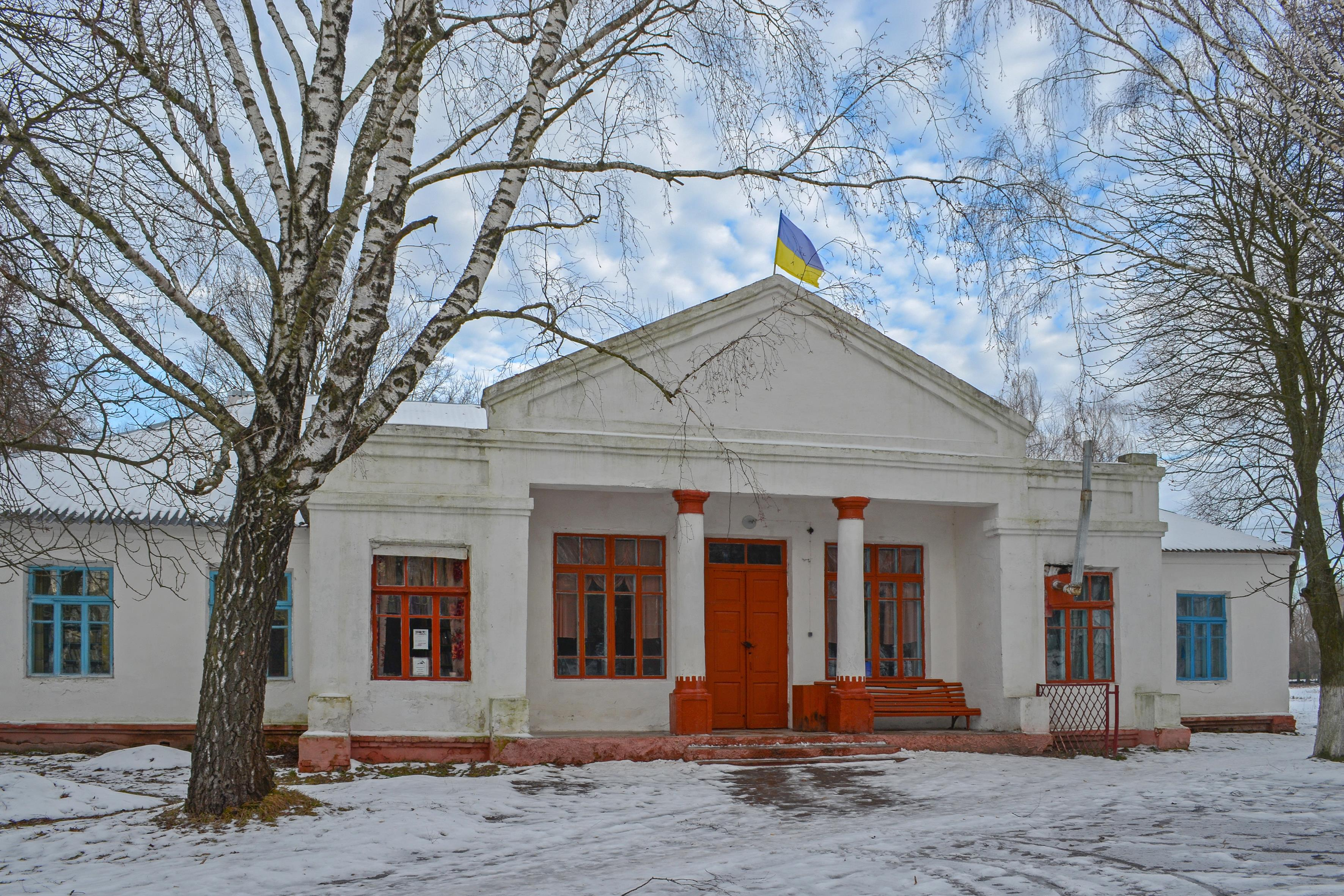
Дом культуры
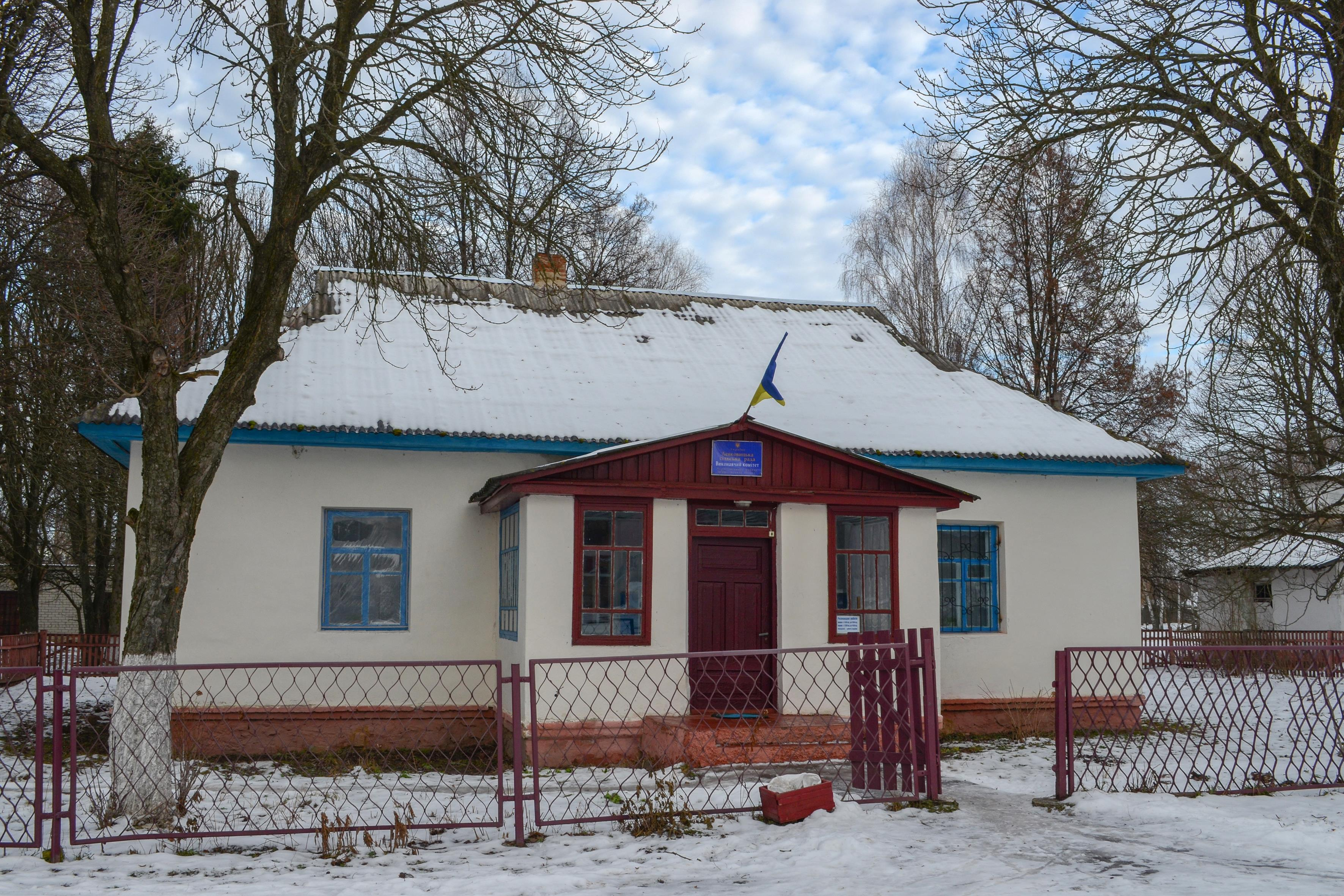
Сельсовет
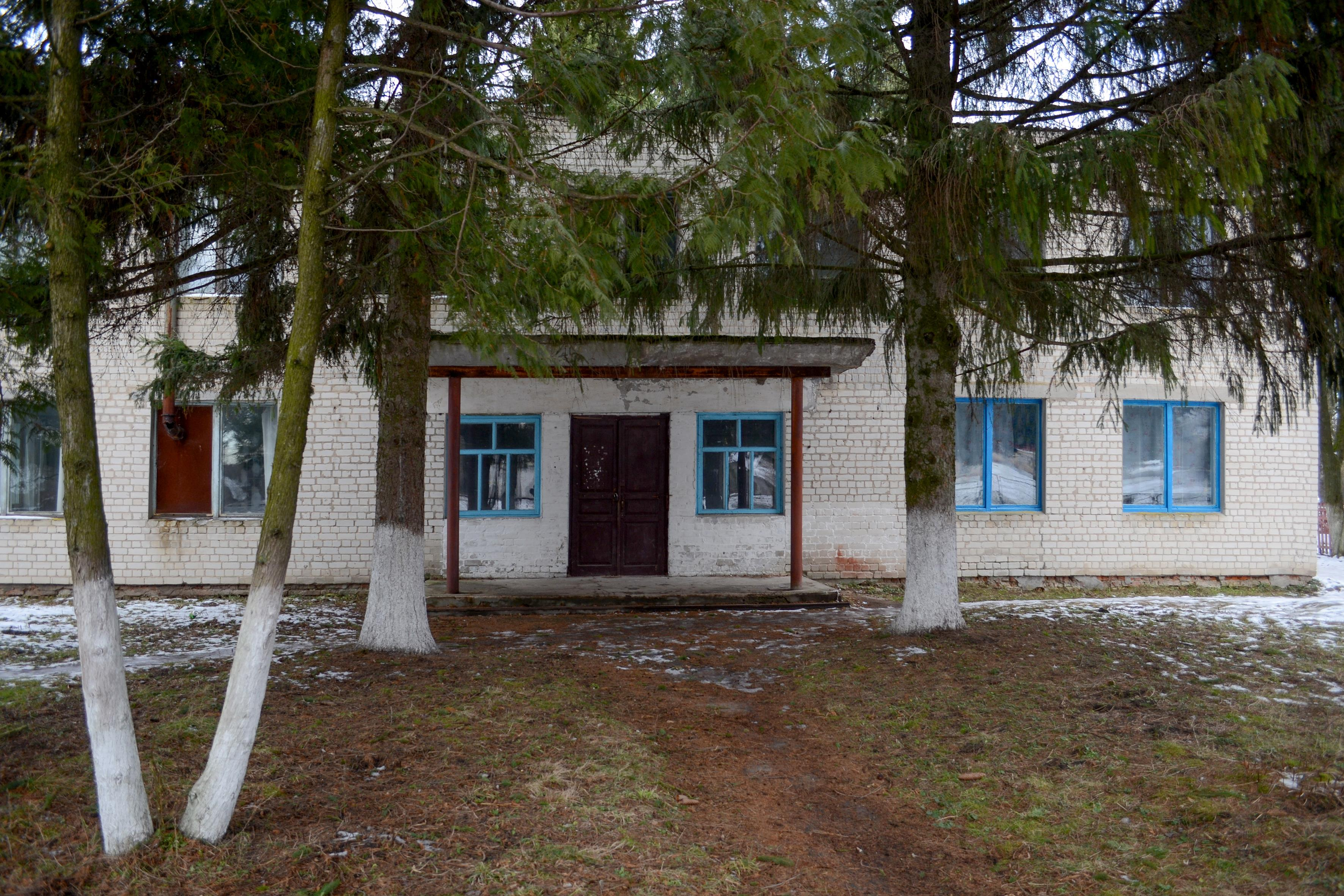
ФАП
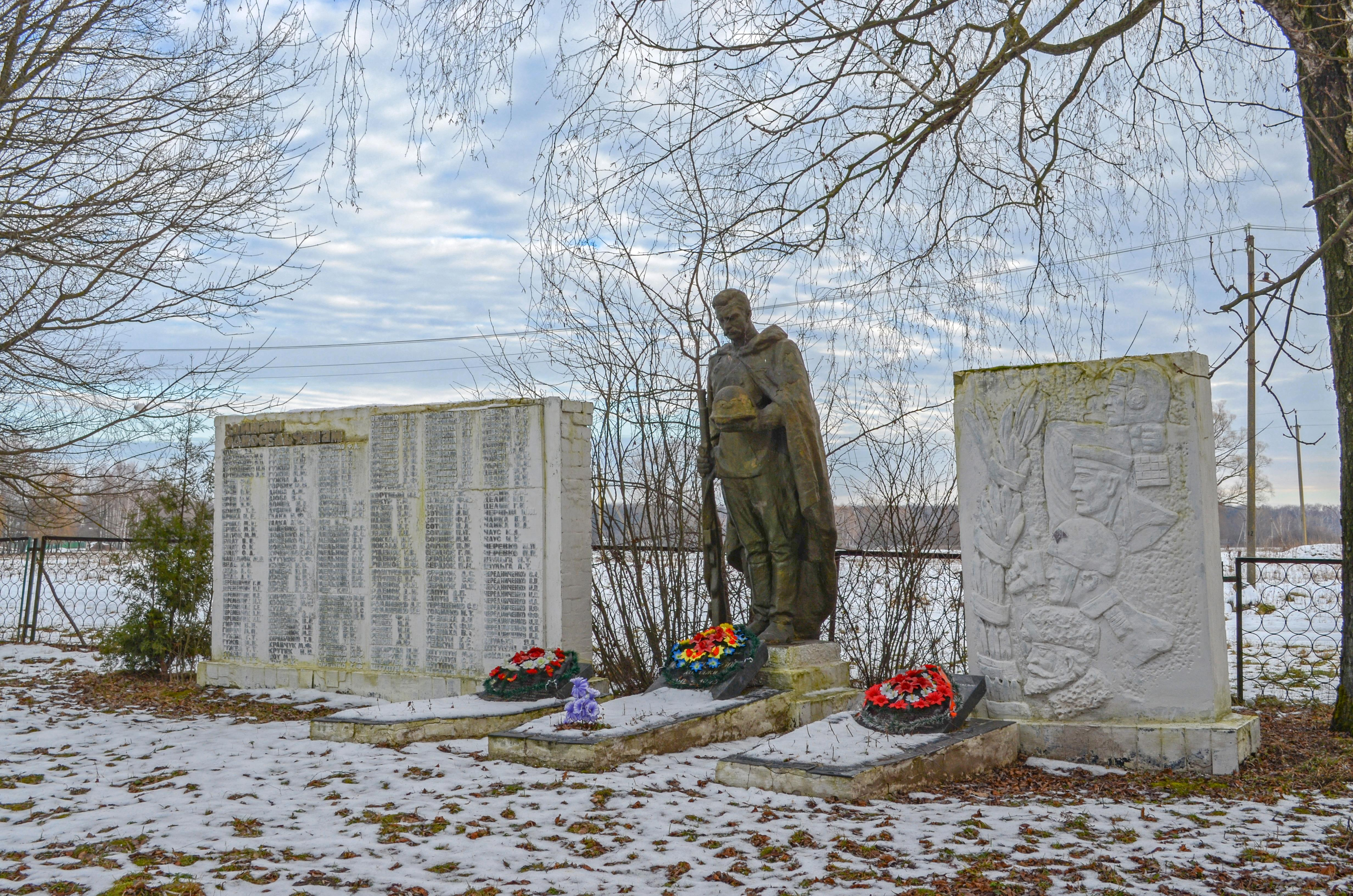
Группа братских могил
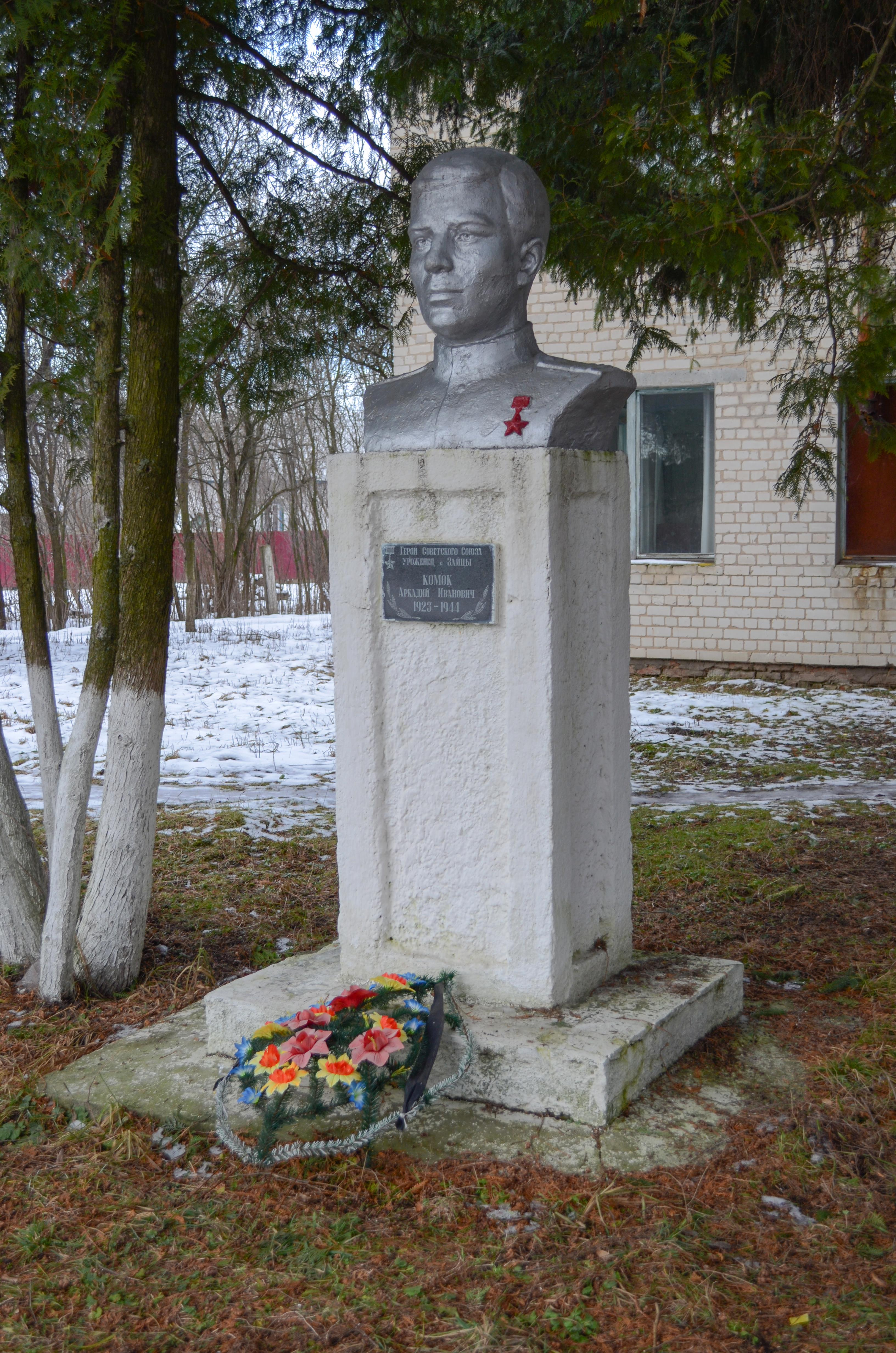
Бюст А.И.Комка
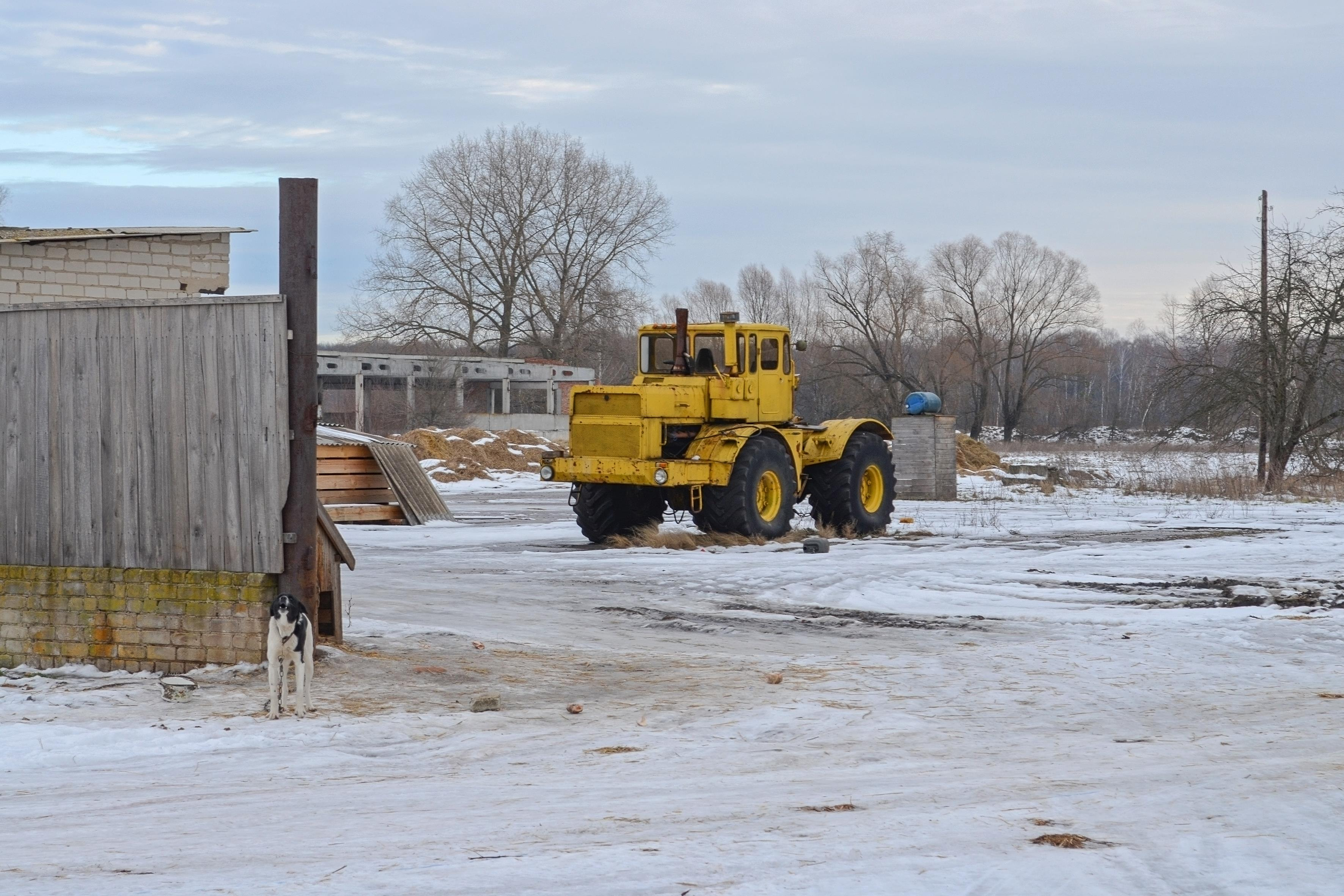
Трактор
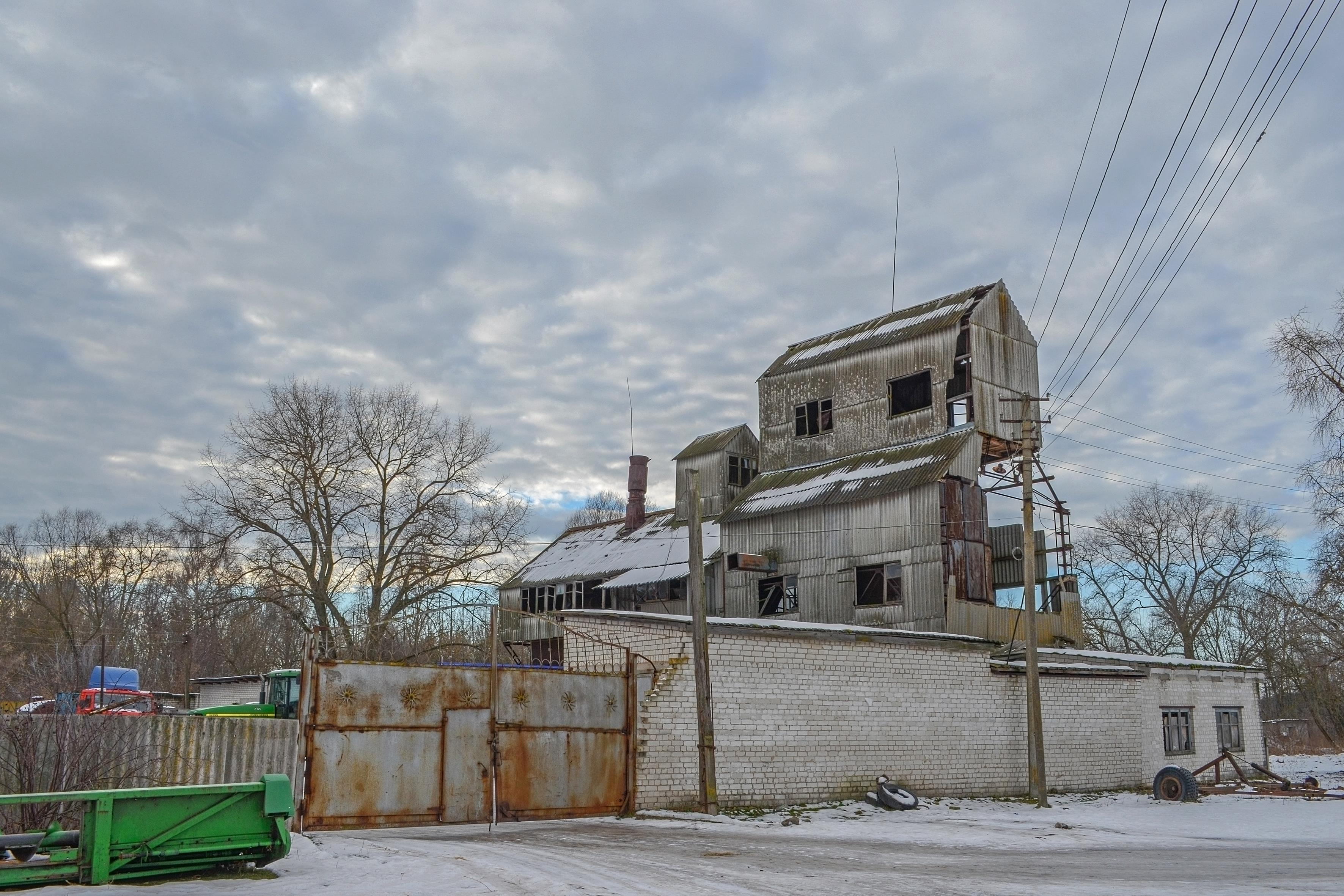
Индустриальный пейзаж
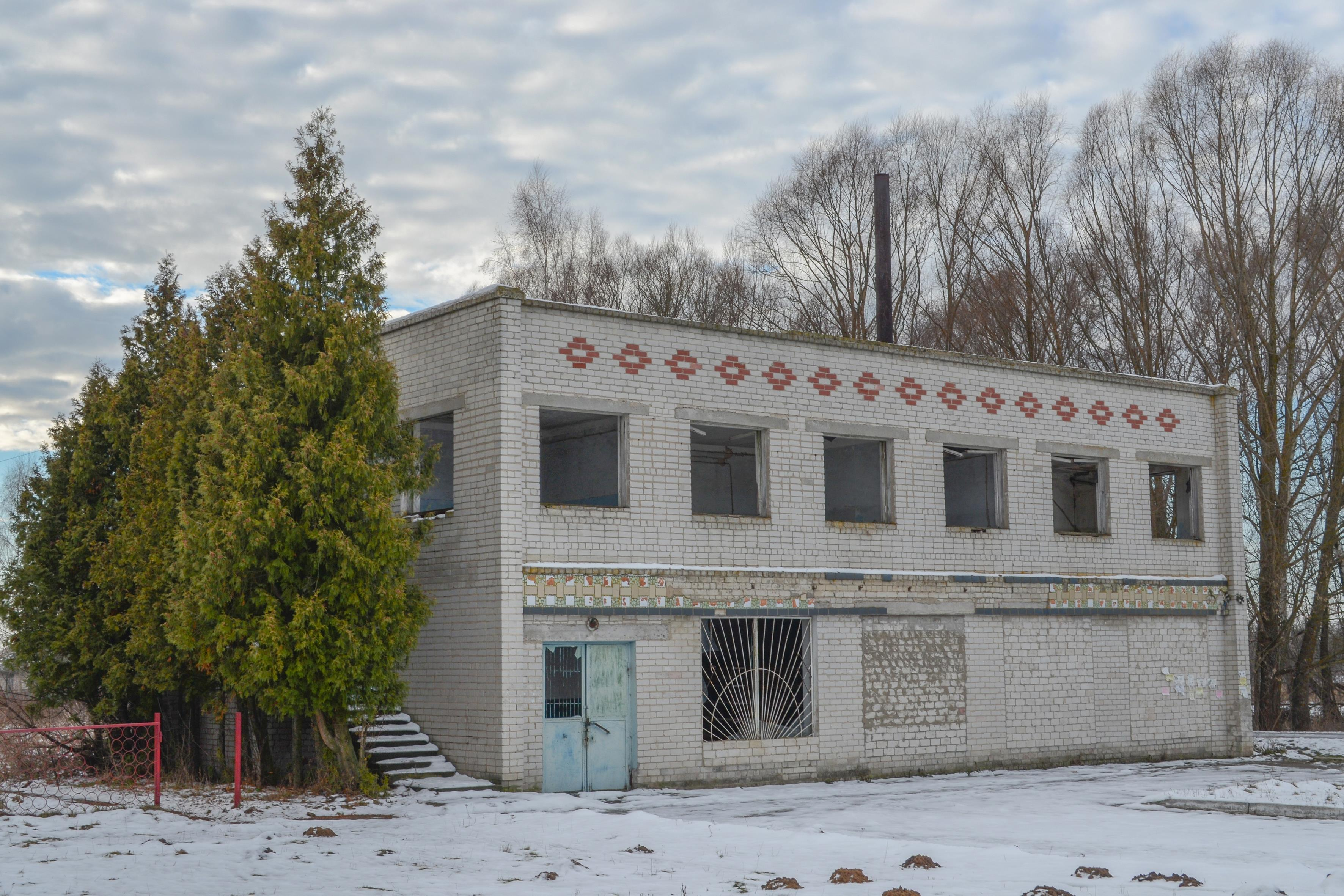
Дом без окон
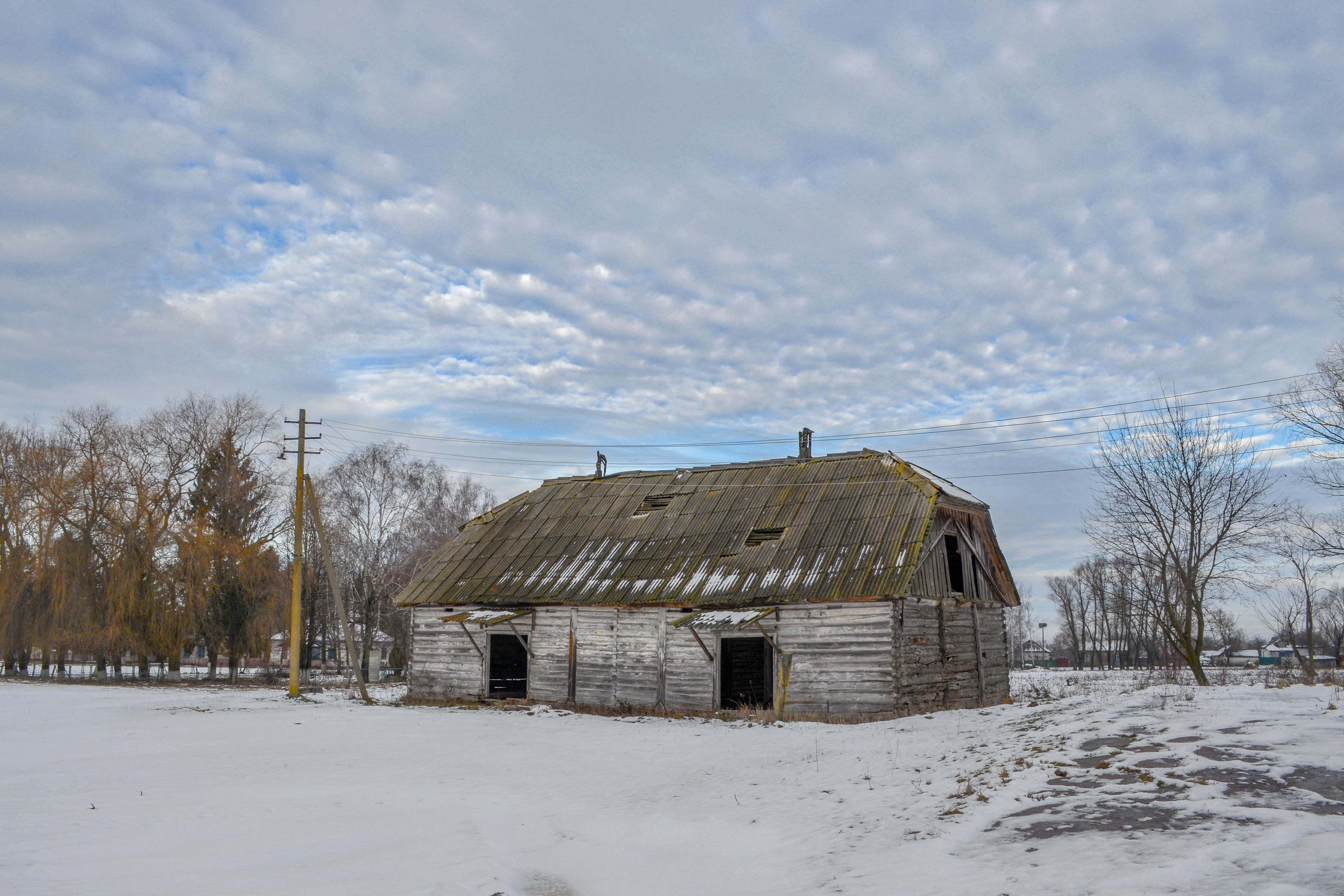
Заброшенное строение
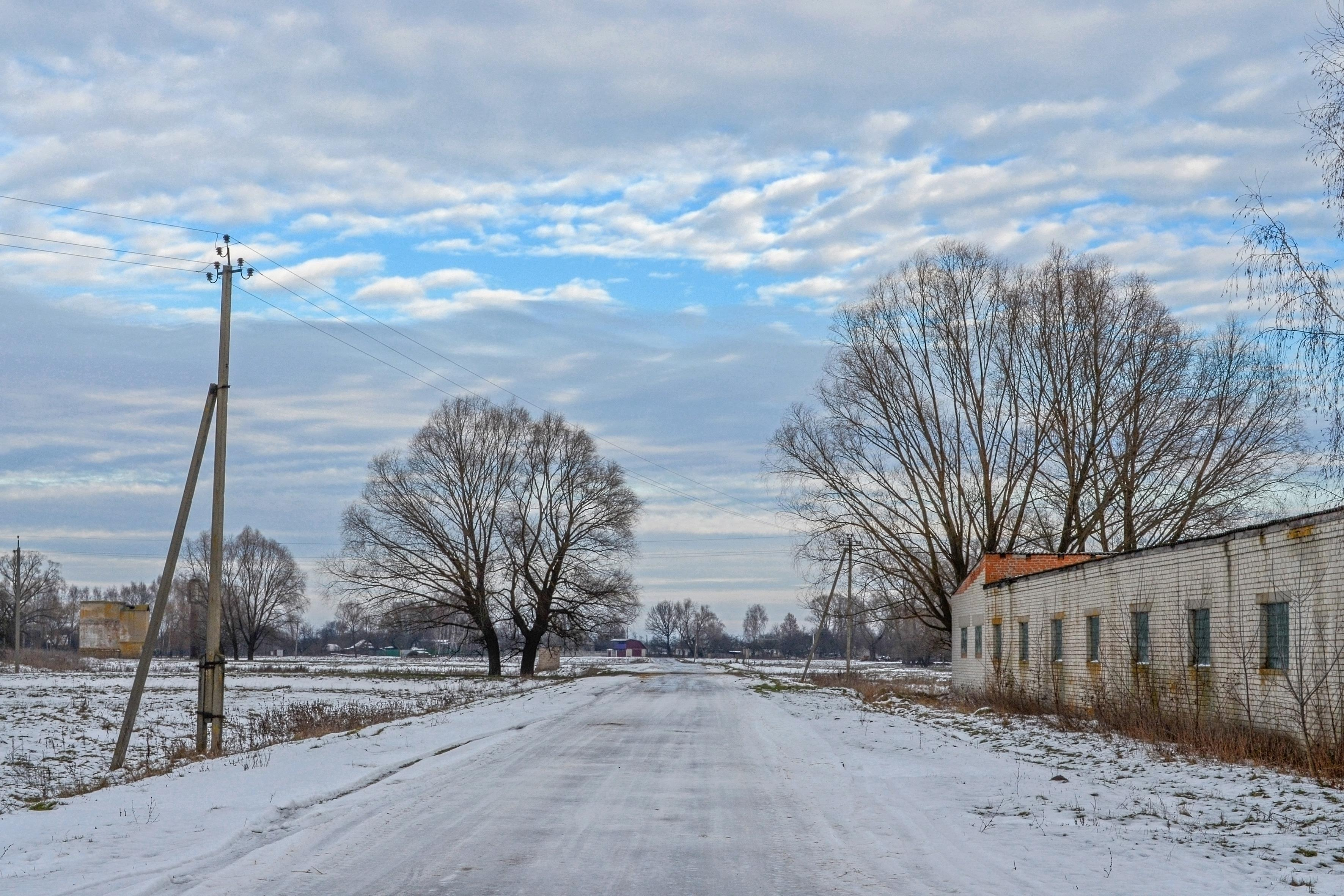
Дорога